# Ma che ci faccio qui!
Ma che ci faccio qui! è un film del 2006 diretto da Francesco Amato.

## Trama
A causa della bocciatura a scuola del diciottenne Alessio, i suoi genitori prendono la decisione di proibirgli il viaggio attraverso l'Europa che aveva in programma con gli amici. Il giovane risponde con una fuga in motorino, intenzionato a raggiungere il resto della compagnia. Una serie di situazioni impreviste lo lasciano sul litorale romano, nel quale trova lavoro in uno stabilimento balneare. L'estate sarà segnata da molte disavventure, che saranno formative per il protagonista.

## Produzione
Il titolo del film richiama il quasi omonimo classico della letteratura di viaggio di Bruce Chatwin.
Si tratta del film d'esordio di Francesco Amato, che è stato allievo del Centro sperimentale di cinematografia, che ha supportato il regista, assieme alla Rai e all'Istituto Luce

## Riconoscimenti
- 2007 - David di Donatello
  - Candidatura come miglior regista esordiente a Francesco Amato
- 2007 - Globo d'oro
  - Candidatura per la miglior opera prima a Francesco Amato